# Tretinoína
A tretinoína, também conhecida como ácido all-trans-retinoico (ATRA), é um medicamento utilizado no tratamento da acne e da leucemia promielocítica aguda.    Para tratar acne, é aplicado na pele como creme ou pomada. Para leucemia, é administrado por via oral por até três meses.
Efeitos colaterais da administração por via oral incluem falta de ar, cefaleia, dormência, depressão, ressecamento da pele, coceira, perda de cabelo, vômito, dores musculares e alterações na visão. Outros efeitos colaterais graves incluem leucocitose e  trombose. Quando usado como creme, os efeitos colaterais incluem vermelhidão da pele, descamação e sensibilidade ao sol. O uso durante a gravidez é contraindicado devido ao risco de defeitos congênitos.  Faz parte da família de medicamentos retinoides.
A tretinoína foi patenteada em 1957 e aprovada para uso médico em 1962. Está na Lista de medicamentos essenciais da Organização Mundial de Saúde. A tretinoína está disponível como medicamento genérico. No Reino Unido, o creme junto com a eritromicina custa ao NHS cerca de 7,05 libras esterlinas por 25 mL, enquanto os comprimidos de 10 mg custam 1,61 libra esterlina. Em 2017, foi o 293º medicamento mais prescrito nos Estados Unidos, com mais de um milhão de prescrições médicas. 